# 初恋のきた道
『初恋のきた道』（はつこいのきたみち、原題：我的父親母親）は、1999年公開の中国映画。

## 概要
鮑十（パオ・シー）の同名小説（塩野米松訳、講談社）を張芸謀（チャン・イーモウ）監督が映画化した。主演は本作が映画デビューの章子怡（チャン・ツィイー）で、語り手である青年の母の若い頃を演じ、彼女の出世作となった。
西安出身で、『紅いコーリャン』『菊豆（チュイトウ）』など農村を舞台にした映画を撮り続けてきた張芸謀のこだわりが感じられ、また鞏俐（コン・リー）に代わってコンビを組める主演女優を発掘した作品といえる。

## ストーリー
都会で暮らすユーシェンは、父親の訃報を聞き、はるばる母のいる小さな農村へと帰郷した。父はこの村の小学校を40年以上、一人で支えた教師だったが、校舎の建て替えの陳情の為に町に出かけた際に、心臓病で急死したのだ。
父の遺体を町からトラクターで運ぶという村長達。だが、母のチャオディは、伝統通りに葬列を組み、棺を村まで担いで戻ると言い張った。葬列を組もうにも、村の若者は出稼ぎに出て人手が足りない。困り果てたユーシェンは、母と父の、若かりし日の出逢いを追想する。
母のチャオディが18歳の頃に、この村に初めて小学校が建つ事になった。町から来た教師は、20歳の青年チャンユーだった。一目惚れしたチャオディは、自分の数少ない服の中から、急いで赤から華やかなピンクに着替えた。古い時代のこの村では自由恋愛は稀で、アピールの方法もなかったのだ。
総出で校舎の建築を始めるチャンユーと村の男達。女達の役目は家で昼食を作り、持ち寄る事だった。チャンユーが食べるとは限らないのに、心を込めた料理を作業現場に運ぶチャオディ。学もなく、素朴な彼女に出来る事は、水汲みやキノコ採りの際にすれ違う事ぐらいだった。
実はチャンユーも、村に着いた時に見た、赤い服のチャオディが目に焼き付いていた。だが、チャンユーは文化大革命の混乱に巻き込まれ、町へ連れ戻される事になった。チャオディに、赤い服に似合うヘアピンを贈り、村を去るチャンユー。
高熱があるのに、チャンユーを探しに町へ行こうとして倒れるチャオディ。二日間、眠り続けたチャオディが目覚めた時、小学校から授業をするチャンユーの声が聞こえて来た。チャオディの病気を伝え聞いたチャンユーは、連れ戻されるのを覚悟で、許可も受けずに町から戻って来たのだ。
追想から覚めたユーシェンは、町から続く道が、母にとって意味深いものである事に気付き、村長に無理を言って葬列を組んだ。息子や教え子達と共に、夫の遺体を村へ連れ帰るチャオディ。都会に戻る前にユーシェンは、建て替えの決まった古い校舎で一度だけ授業を開くのだった。

## 出演
| 役名                       | 俳優                       | 日本語吹替     | 役柄         |
| -------------------------- | -------------------------- | -------------- | ------------ |
| 招娣（チャオディ）         | 章子怡（チャン・ツィイー） | 弓場沙織       | 若き日の母   |
| 駱長余（ルオ・チャンユー） | 鄭昊（チョン・ハオ）       | 田中実         | 若き日の父   |
| 駱玉生（ルオ・ユーシェン） | 孫紅雷（スン・ホンレイ）   | てらそままさき | 私（語り手） |
| 招娣                       | 趙玉蓮（チャオ・ユエリン） | 大方斐紗子     | 老年の母     |

## 受賞
- 第50回ベルリン国際映画祭：銀熊賞 (審査員グランプリ)受賞